# تارا خطار
تارا خطار هي كاتبة وشيف لبنانية تدرّبتْ على أيدي كبار الطهاة الحائزين على نجمة ميشلان، كما أنها كاتبة نشرت كتابها الأول تحت عنوان ليبان والذي ضمَّ عشرات الوصفات من المطبخ اللبناني.

## الحياة المبكّرة والتعليم
درست تارا الخطار في معهد Paul Bocuse في مدينة ليون الفرنسيّة. بدأت مسارها في عالم الطبخ مبكّرًا فعملت مع الشيف جويل روبوشون في العاصمة الفرنسيّة باريس، قبل أن تنال درجة الماجستير في التغذية من إحدى جامعات نيويورك. شاركت الخطار في برنامج «توب شيف» بنسخته الفرنسية، وهنا زادت شهرتها وتعرَّف عليها العالم العربي. فازت تارا في وقتٍ ما بجائزة برنامج شوبد (بالإنجليزية: Chopped)‏ على شبكة فود نتورك (بالإنجليزية: Food Network)‏.
تنسبُ الخطار الفضل في دخولها عالم الطبخ إلى جدتيها، فجدتها من أمها من حلب، وتقول أنّ لديها وصفات مدهشة تجمع بين أصولها الحلبية واللبنانية وتأثرها بالعيش في لندن، أما جدها من والدها فهي من مدينة الأشرفية الساحليّة ومنها تعلّمتْ طهو الكثير من الوصفات اللبنانية التقليدية.

## المسيرة المهنيّة
اقتحمت تارا الخطار عالم الكتابة والتأليف والنشر من منطلق عملها في مجال الطهي والطبخ، حيثُ أعادت كتابة مئة وصفة من الوصفات اللبنانيّة التي تعرفت عليها في طفولتها وشبابها جامعةً إيّاها في كتاب تحت عنوان ليبان (بالإنجليزية: Liban)‏ صدر عن دار هاشيت (بالفرنسية: Hachette)‏ الفرنسية، وهو كتابٌ تناول أسرار إعداد الوصفات. مثَّل هذا الكتاب (باللغتين العربية والفرنسية) بداية يارا في عالم الطبخ وتحدثت فيه ضمنيًا عن الأشخاص الذين ألهموها وعن بلدها لبنان الذي علّمها كل شيء كما أكّدت أكثر من مرة. في كتابها «مائدتي من بيروت إلى نيويورك»، كتبت تارا الخطار عن المائدة اللبنانيّة التي تعلمتها وتعرفت عنها في العاصمة اللبنانيّة بيروت ثمّ دمجتها مع بعض الموائد الغربيّة التي تعلَّمت عنها في نيويورك وفي مدن وعواصم غربيّة أخرى. صدر الكتاب في شكلِ رواية دار هاشيت أنطوان في عدد صفحاتٍ بلغَ 288 صفحة، وقدَّمت فيه تارا بعض الوصفحات القديمة التي مزجتها مع وصفات حديثة وكلّ هذا في إطار التعريف أكثر بالطبخ اللبناني كما ذكرت لاحقًا.

## آراء
تقولُ تارا خطار عن نفسها أنها امرأة لبنانية تحلمُ بأن تصير ذات يوم مارثا ستيوارت جيلها، حيثُ تعمل على إضفاءِ الطابع الديمقراطي على الطهي، وجعْل المستحيل والمعقّد في متناول الجميع.
تقولُ يارا أنّ أكثر ما يسعدها هو إدخال الفرح إلى حياة الآخرين، وتجدُ في الطهي والاجتماع حول وجبة دافئة طريقة جيدة لتحقيق ذلك، وقد كان هذا السبب – بحسبها – في دخولِ عالم الطهي من باب إضفاء البهجة على حياة الآخرين وخصوصًا العائلات كما تقول. ترى تارا أيضًا أنّ الطبخ هو محور اجتماع عائلتي، وتؤكّد على أن أكثر لحظات العائلة العزيزة تكون دائمًا حينما الاجتماع في منزل الأجداد حول مائدة طعام غنيّة بالأطباق المحضّرة في البيت على أيدي الأمهات والجدّات في فترات الأعياد.
بخصوص كتابها، ترى يارا الخطار أنه إرث جداتيها ووسيلتها في التعبير عن شكرها لهما، وبه تكريم لكل النساء الجنديّات المجهولات، اللواتي يقفْنَ وراء لمّ شمل العائلات اللبنانية وتماسكها حتى اليوم بحسبها.

## قائمة أعمالها
هذه قائمةٌ بأبرز أعمال الشيف والكاتبة اللبنانيّة تارا خطار:
- مائدتي من بيروت إلى نيويورك[16]